# Mistrzostwa Świata w Hokeju na Lodzie 2018 (I Dywizja)
Mistrzostwa Świata w Hokeju na Lodzie I Dywizji 2018 rozegrane zostały w dniach 22–28 kwietnia (Grupa A) i (Grupa B).
Do mistrzostw I Dywizji przystąpiło 12 zespołów, które zostały podzielone na dwie grupy po 6 zespołów. Zgodnie z formatem zawody I Dywizji odbyły się w dwóch grupach: Grupa A na Węgrzech (Budapeszt), zaś grupa B na Litwie (Kowno). Reprezentacje rywalizowały systemem każdy z każdym.
Hale, w których zorganizowano zawody:
- Papp László Budapest Sportaréna w Budapeszcie – Dywizja IA;
- Žalgiris Arena w Kownie – Dywizja IB

## Grupa A
Do mistrzostw świata elity w 2019 z Grupy A awansowały dwie pierwsze drużyny. Ostatni zespół Grupy A został zdegradowany i rok później zagrał w Grupie B, jego miejsce rok później zajął zwycięzca turnieju w Grupie B. Najsłabsza drużyna Grupy B spadła do Dywizji II.
| 22 kwietnia 2018 | Wielka Brytania | 3:1 | Słowenia | Sportarena, Budapeszt |

| Szczegóły      | Szczegóły                                                       | Szczegóły       | Szczegóły             | Szczegóły                                                                                            |
| -------------- | --------------------------------------------------------------- | --------------- | --------------------- | --- |
| Godzina: 12:30 | B. O’Connor (PP) 06:04 R. Dowd (EQ) 35:53 B. Perlini (PP) 44:50 | (1:1, 1:0, 1:0) | 12:22 (EQ) B. Gregorc | Widzów: 1545 Sędzia główny: Marc Iwert Trpimir Piragić Sędziowie liniowi: Thomas Caillot daniel Soos |
| Godzina: 12:30 | 6 min. kar                                                      |                 | 8 min. kar            | Widzów: 1545 Sędzia główny: Marc Iwert Trpimir Piragić Sędziowie liniowi: Thomas Caillot daniel Soos |

| 22 kwietnia 2018 | Węgry | 0:3 | Kazachstan | Sportarena, Budapeszt |

| Szczegóły      | Szczegóły   | Szczegóły       | Szczegóły                                                            | Szczegóły |
| -------------- | ----------- | --------------- | -------------------------------------------------------------------- | --- |
| Godzina: 16:00 |             | (0:0, 0:0, 0:3) | 43:38 (EQ) W. Oriechow 44:35 (EQ) J. Rymariew 47:42 (EQ) J. Rymariew | Widzów: 7170 Sędzia główny: Lasse Heikkinen Oldřich Hejduk Sędziowie liniowi: Michael Harrington Marc-Henri Progin |
| Godzina: 16:00 | 14 min. kar |                 | 8 min. kar                                                           | Widzów: 7170 Sędzia główny: Lasse Heikkinen Oldřich Hejduk Sędziowie liniowi: Michael Harrington Marc-Henri Progin |

| 22 kwietnia 2018 | Polska | 1:3 | Włochy | Sportarena, Budapeszt |

| Szczegóły      | Szczegóły            | Szczegóły       | Szczegóły                                                             | Szczegóły                                                                                              |
| -------------- | -------------------- | --------------- | --------------------------------------------------------------------- | --- |
| Godzina: 19:30 | K. Zapała (EQ) 05:27 | (1:0, 0:2, 0:1) | 33:21 (EQ) G. Scandella 38:34 (PP) A. Helfer 59:43 (EQ)(EN) I. Deluca | Widzów: 1100 Sędzia główny: Jeff Ingram Ladislav Smetana Sędziowie liniowi: Ludvig Lundgren Josef Spur |
| Godzina: 19:30 | 8 min. kar           |                 | 4 min. kar                                                            | Widzów: 1100 Sędzia główny: Jeff Ingram Ladislav Smetana Sędziowie liniowi: Ludvig Lundgren Josef Spur |

| 23 kwietnia 2018 | Słowenia | 2:4 | Polska | Sportarena, Budapeszt |

| Szczegóły      | Szczegóły                                   | Szczegóły       | Szczegóły                                                                                  | Szczegóły                                                                                               |
| -------------- | ------------------------------------------- | --------------- | ------------------------------------------------------------------------------------------ | --- |
| Godzina: 16:00 | J. Drozg (EQ) 24:30 J. Urbas (EQ)(EA) 58:43 | (0:1, 1:2, 1:1) | 02:49 (PP) D. Kapica 27:29 (EQ) B. Neupauer 36:09 (PS) M. Kolusz 51:25 (EQ) A. Chmielewski | Widzów: 930 Sędzia główny: Lassi Heikkinen Ladislav Smetana Sędziowie liniowi: Márton Németh Josef Spur |
| Godzina: 16:00 | 10 min. kar                                 |                 | 12 min. kar                                                                                | Widzów: 930 Sędzia główny: Lassi Heikkinen Ladislav Smetana Sędziowie liniowi: Márton Németh Josef Spur |

| 23 kwietnia 2018 | Włochy | 2:3 | Węgry | Sportarena, Budapeszt |

| Szczegóły      | Szczegóły                                   | Szczegóły       | Szczegóły                                                   | Szczegóły                                                                                                 |
| -------------- | ------------------------------------------- | --------------- | ----------------------------------------------------------- | --- |
| Godzina: 19:30 | T. Traversa (EQ) 04:52 T. Larkin (SH) 31:37 | (1:0, 1:2, 0:1) | 21:17 (EQ) A. Sarauer 32:32 (PP) J. Vas 41:06 (EQ) B. Sebők | Widzów: 7150 Sędzia główny: Alex Di Pietro Marc Iwert Sędziowie liniowi: Thomas Caillot Marc-Henri Progin |
| Godzina: 19:30 | 6 min. kar                                  |                 | 6 min. kar                                                  | Widzów: 7150 Sędzia główny: Alex Di Pietro Marc Iwert Sędziowie liniowi: Thomas Caillot Marc-Henri Progin |

| 24 kwietnia 2018 | Kazachstan | 6:1 | Wielka Brytania | Sportarena, Budapeszt |

| Szczegóły      | Szczegóły | Szczegóły       | Szczegóły             | Szczegóły |
| -------------- | --- | --------------- | --------------------- | --- |
| Godzina: 16:00 | D. Grienc (PP) 14:28 A. Sagadiejew (EQ) 32:22 R. Starczenko (EQ) 34:20 R. Starczenko (EQ) 41:58 N. Michajlis (EQ) 45:55 A. Asietow (EQ) 46:44 | (1:1, 2:0, 3:0) | 02:33 (EQ) L. Ferrara | Widzów: 1345 Sędzia główny: Oldřich Hejduk Trpimir Piragić Sędziowie liniowi: Michael Harrington Ludvig Lundgren |
| Godzina: 16:00 | 8 min. kar |                 | 14 min. kar           | Widzów: 1345 Sędzia główny: Oldřich Hejduk Trpimir Piragić Sędziowie liniowi: Michael Harrington Ludvig Lundgren |

| 25 kwietnia 2018 | Włochy | 3:0 | Kazachstan | Sportarena, Budapeszt |

| Szczegóły      | Szczegóły                                                              | Szczegóły       | Szczegóły   | Szczegóły                                                                                             |
| -------------- | ---------------------------------------------------------------------- | --------------- | ----------- | --- |
| Godzina: 12:30 | P. Hochkofler (EQ) 05:18 S. Kostner (EQ) 09:37 S. McMonagle (EQ) 25:26 | (2:0, 1:0, 0:0) |             | Widzów: 1325 Sędzia główny: Lassi Heikkinen Marc Iwert Sędziowie liniowi: Ludvig Lundgren Daniel Soos |
| Godzina: 12:30 | 12 min. kar                                                            |                 | 10 min. kar | Widzów: 1325 Sędzia główny: Lassi Heikkinen Marc Iwert Sędziowie liniowi: Ludvig Lundgren Daniel Soos |

| 25 kwietnia 2018 | Wielka Brytania | 5:3 | Polska | Sportarena, Budapeszt |

| Szczegóły      | Szczegóły | Szczegóły       | Szczegóły                                                      | Szczegóły                                                                                    |
| -------------- | --- | --------------- | -------------------------------------------------------------- | -------------------------------------------------------------------------------------------- |
| Godzina: 16:00 | B. Perlini (EQ) 03:02 C. Shields (PP) 18:37 B. Brooks (EQ) 44:56 B. O’Connor (PP2) 46:40 J. Murray (EQ)(EN) 59:29 | (2:1, 0:2, 3:0) | 12:21 (PP) P. Dronia 23:31 (EQ) D. Kapica 29:42 (EQ) K. Zapała | Sędzia główny: Alex Di Pietro Oldřich Hejduk Sędziowie liniowi: Thomas Caillot Márton Németh |
| Godzina: 16:00 | 8 min. kar |                 | 10 min. kar                                                    | Sędzia główny: Alex Di Pietro Oldřich Hejduk Sędziowie liniowi: Thomas Caillot Márton Németh |

| 25 kwietnia 2018 | Słowenia | 4:1 | Węgry | Sportarena, Budapeszt |

| Szczegóły      | Szczegóły                                                                               | Szczegóły       | Szczegóły           | Szczegóły                                                                                                 |
| -------------- | --------------------------------------------------------------------------------------- | --------------- | ------------------- | --- |
| Godzina: 19:30 | A. Magovac (EQ) 06:57 J. Urbas (EQ) 29:35 B. Goličič (EQ) 55:06 S. Kovačevič (EQ) 56:52 | (1:0, 1:1, 2:0) | 25:07 (PP) B. Sebők | Widzów: 7460 Sędzia główny: Jeff Ingram Ladislav Smetana Sędziowie liniowi: Michael Harrington Josef Spur |
| Godzina: 19:30 | 14 min. kar                                                                             |                 | 12 min. kar         | Widzów: 7460 Sędzia główny: Jeff Ingram Ladislav Smetana Sędziowie liniowi: Michael Harrington Josef Spur |

| 26 kwietnia 2018 | Polska | 2:3 | Węgry | Sportarena, Budapeszt |

| Szczegóły      | Szczegóły                                        | Szczegóły       | Szczegóły                                                 | Szczegóły |
| -------------- | ------------------------------------------------ | --------------- | --------------------------------------------------------- | --- |
| Godzina: 19:00 | F. Komorski (EQ) 25:21 A. Chmielewski (EQ) 32:13 | (0:2, 2:0, 0:1) | 01:04 (PP) B. Sebők 09:17 (EQ) A. Benk 40:30 (EQ) J. Hári | Widzów: 7370 Sędzia główny: Jeff Ingram Trpimir Piragić Sędziowie liniowi: Michael Harrington Ludvig Lundgren |
| Godzina: 19:00 | 8 min. kar                                       |                 | 8 min. kar                                                | Widzów: 7370 Sędzia główny: Jeff Ingram Trpimir Piragić Sędziowie liniowi: Michael Harrington Ludvig Lundgren |

| 27 kwietnia 2018 | Kazachstan | 3:5 | Słowenia | Sportarena, Budapeszt |

| Szczegóły      | Szczegóły                                                          | Szczegóły       | Szczegóły                                                                                                  | Szczegóły                                                                                           |
| -------------- | ------------------------------------------------------------------ | --------------- | --- | --------------------------------------------------------------------------------------------------- |
| Godzina: 16:00 | J. Pietuchow (EQ) 06:37 D. Grienc (EQ) 10:48 A. Asietow (EQ) 38:04 | (2:2, 1:2, 0:1) | 05:17 (EQ) M. Verlič 15:47 (EQ) J. Urbas 27:28 (PP) M. Verlič 37:50 (PP) S. Kovačević 53:56 (EQ) M. Verlič | Widzów: 1645 Sędzia główny: Alex Di Pietro Jeff Ingram Sędziowie liniowi: Márton Németh Daniel Soos |
| Godzina: 16:00 | 8 min. kar                                                         |                 | 18 min. kar                                                                                                | Widzów: 1645 Sędzia główny: Alex Di Pietro Jeff Ingram Sędziowie liniowi: Márton Németh Daniel Soos |

| 27 kwietnia 2018 | Włochy | 3:4 | Wielka Brytania | Sportarena, Budapeszt |

| Szczegóły      | Szczegóły                                                            | Szczegóły       | Szczegóły                                                                             | Szczegóły |
| -------------- | -------------------------------------------------------------------- | --------------- | ------------------------------------------------------------------------------------- | --- |
| Godzina: 19:30 | A. Lambacher (EQ) 07:23 T. Larkin (EQ) 13:30 G. Scandella (EQ) 45:08 | (2:2, 0:1, 1:1) | 07:01 (EQ) B. Perlini 08:07 (EQ) R. Dowd 22:10 (EQ) B. O’Connor 48:44 (EQ) B. Perlini | Widzów: 1750 Sędzia główny: Lassi Heikkinen Ladislav Smetana Sędziowie liniowi: Thomas Caillot Marc-Henri Progin |
| Godzina: 19:30 | 4 min. kar                                                           |                 | 8 min. kar                                                                            | Widzów: 1750 Sędzia główny: Lassi Heikkinen Ladislav Smetana Sędziowie liniowi: Thomas Caillot Marc-Henri Progin |

| 28 kwietnia 2018 | Kazachstan | 6:1 | Polska | Sportarena, Budapeszt |

| Szczegóły      | Szczegóły | Szczegóły       | Szczegóły            | Szczegóły                                                                                          |
| -------------- | --- | --------------- | -------------------- | -------------------------------------------------------------------------------------------------- |
| Godzina: 12:30 | R. Starczenko (EQ) 12:20 P. Akolzin (EQ) 13:34 R. Starczenko (PP) 24:34 R. Starczenko (PP) 39:13 I. Kuczin (EQ) 46:03 R. Starczenko (PP2) 59:08 | (2:0, 2:1, 2:0) | 27:19 (EQ) K. Zapała | Widzów: 1505 Sędzia główny: Alex Di Pietro Marc Iwert Sędziowie liniowi: M. Harrington Daniel Soos |
| Godzina: 12:30 | 4 min. kar |                 | 33 min. kar          | Widzów: 1505 Sędzia główny: Alex Di Pietro Marc Iwert Sędziowie liniowi: M. Harrington Daniel Soos |

| 28 kwietnia 2018 | Słowenia | 3:4 | Włochy | Sportarena, Budapeszt |

| Szczegóły      | Szczegóły                                                           | Szczegóły       | Szczegóły                                                                                  | Szczegóły |
| -------------- | ------------------------------------------------------------------- | --------------- | ------------------------------------------------------------------------------------------ | --- |
| Godzina: 16:00 | M. Podlipnik (EQ) 17:11 R. Tičar (PP) 23:55 S. Kovačević (EQ) 38:52 | (1:1, 2:2, 0:1) | 01:39 (PP) M. Gander 29:26 (PP) M. Sullivan 33:43 (EQ) A. Trivellato 59:58 (EQ) D. Kostner | Widzów: 2465 Sędzia główny: Oldřich Hejduk Trpimir Piragić Sędziowie liniowi: Márton Németh Marc-Henri Progin |
| Godzina: 16:00 | 12 min. kar                                                         |                 | 10 min. kar                                                                                | Widzów: 2465 Sędzia główny: Oldřich Hejduk Trpimir Piragić Sędziowie liniowi: Márton Németh Marc-Henri Progin |

| 28 kwietnia 2018 | Węgry | 2:3 Pk. | Wielka Brytania | Sportarena, Budapeszt |

| Szczegóły      | Szczegóły                               | Szczegóły                 | Szczegóły                                                       | Szczegóły                                                                                             |
| -------------- | --------------------------------------- | ------------------------- | --------------------------------------------------------------- | --- |
| Godzina: 19:30 | C. Bodo (PP) 03:31 C. Erdely (EQ) 41:53 | (1:0, 0:0, 1:2, 0:0, 0:1) | 50:55 (EQ) R. Dowd 59:45 (EQ) R. Farmer 65:00 (GWG) B. O’Connor | Widzów: 7870 Sędzia główny: Lassi Heikkinen Jeff Ingram Sędziowie liniowi: Ludvig Lundgren Josef Spur |
| Godzina: 19:30 | 10 min. kar                             |                           | 8 min. kar                                                      | Widzów: 7870 Sędzia główny: Lassi Heikkinen Jeff Ingram Sędziowie liniowi: Ludvig Lundgren Josef Spur |

Tabela
| Lp. | Zespół          | M | Pkt | Z | Zd | Pd | P | G+ | G- | +/− |
| --- | --------------- | - | --- | - | -- | -- | - | -- | -- | --- |
| 1   | Wielka Brytania | 5 | 11  | 3 | 1  | 0  | 1 | 16 | 15 | +1  |
| 2   | Włochy          | 5 | 9   | 3 | 0  | 0  | 2 | 15 | 11 | +4  |
| 3   | Kazachstan      | 5 | 9   | 3 | 0  | 0  | 2 | 18 | 10 | +8  |
| 4   | Węgry           | 5 | 7   | 2 | 0  | 1  | 2 | 9  | 14 | −5  |
| 5   | Słowenia        | 5 | 6   | 2 | 0  | 0  | 3 | 15 | 15 | 0   |
| 6   | Polska          | 5 | 3   | 1 | 0  | 0  | 4 | 11 | 19 | −8  |

    = awans do elity     = utrzymanie w I dywizji grupy A     = spadek do I dywizji grupy B
Statystyki indywidualne
- Klasyfikacja strzelców:  Roman Starczenko: 6 goli[1]
- Klasyfikacja asystentów:  Ivan Deluca: 5 asyst[2]
- Klasyfikacja kanadyjska:  Roman Starczenko: 8 punktów[3]
- Klasyfikacja kanadyjska obrońców:  Ben O’Connor: 6 punktów[4]
- Klasyfikacja +/−:  Kevin Dallman,  Matic Podlipnik,  Maksim Siemionow,  Miha Verlič: +4[5]
- Klasyfikacja skuteczności interwencji bramkarzy:  Henrik Karlsson: 93,71%[6]
- Klasyfikacja średniej goli straconych na mecz bramkarzy:  Marco De Filippo: 1,90
- Klasyfikacja minut kar:  Krystian Dziubiński: 31 minut[7]

Nagrody indywidualne
Dyrektoriat turnieju wybrał trójkę najlepszych zawodników, po jednym na każdej pozycji:
- Bramkarz:  Ádám Vay
- Obrońca:  Ben O’Connor
- Napastnik:  Jan Urbas

Dziennikarze wybrali szóstkę zawodników składu gwiazd turnieju:
- Bramkarz:  Ádám Vay
- Obrońcy:  Ben O’Connor /  Sabahudin Kovačević
- Napastnicy:  Brett Perlini /  Roman Starczenko /  Balázs Sebők
- Najbardziej Wartościowy Zawodnik (MVP):  Brett Perlini

Szkoleniowcy reprezentacji wybrali najlepszych zawodników swoich zespołów:

## Grupa B
| 22 kwietnia 2018 | Estonia | 1:2 pd. | Japonia | Žalgiris Arena, Kowno |

| Szczegóły      | Szczegóły       | Szczegóły                  | Szczegóły                       | Szczegóły                                                                                    |
| -------------- | --------------- | -------------------------- | ------------------------------- | -------------------------------------------------------------------------------------------- |
| Godzina: 12:30 | A. Petrov 10:55 | (1:0, 0:1, 0:0, dogr. 0:1) | 38:03 H. Terao 60:53 – T. Kawai | Widzów: 700 Sędzia główny: Damien Bliek Sędziowie liniowi: Karolis Janušauskas Elias Seewald |
| Godzina: 12:30 | 16 min. kar     |                            | 8 min. kar                      | Widzów: 700 Sędzia główny: Damien Bliek Sędziowie liniowi: Karolis Janušauskas Elias Seewald |

| 22 kwietnia 2018 | Rumunia | 0:3 | Ukraina | Žalgiris Arena, Kowno |

| Szczegóły      | Szczegóły   | Szczegóły       | Szczegóły                                                | Szczegóły                                                                                         |
| -------------- | ----------- | --------------- | -------------------------------------------------------- | ------------------------------------------------------------------------------------------------- |
| Godzina: 16:00 |             | (0:1, 0:2, 0:0) | 13:52 – K. Katrycz 28:55 – D. Nimenko 38:49 – N. Bucenko | Widzów: 1545 Sędzia główny: Liam Sewell Sędziowie liniowi: Andreas Kroyer Laurynas Stepankevičius |
| Godzina: 16:00 | 12 min. kar |                 | 22 min. kar                                              | Widzów: 1545 Sędzia główny: Liam Sewell Sędziowie liniowi: Andreas Kroyer Laurynas Stepankevičius |

| 22 kwietnia 2018 | Chorwacja | 0:3 | Litwa | Žalgiris Arena, Kowno |

| Szczegóły      | Szczegóły   | Szczegóły       | Szczegóły                                                               | Szczegóły                                                                             |
| -------------- | ----------- | --------------- | ----------------------------------------------------------------------- | ------------------------------------------------------------------------------------- |
| Godzina: 19:30 |             | (0:1, 0:2, 0:0) | 19:54 – T. Kumeliauskas (PP) 22:23 – E. Krakauskas 34:59 – I. Cetvertak | Widzów: 6050 Sędzia główny: Stian Halm Sędziowie liniowi: Tommi Niittyla Roman Výleta |
| Godzina: 19:30 | 10 min. kar |                 | 35 min. kar                                                             | Widzów: 6050 Sędzia główny: Stian Halm Sędziowie liniowi: Tommi Niittyla Roman Výleta |

| 23 kwietnia 2018 | Ukraina | 0:2 | Estonia | Žalgiris Arena, Kowno |

| Szczegóły      | Szczegóły  | Szczegóły       | Szczegóły                                   | Szczegóły                                                                                |
| -------------- | ---------- | --------------- | ------------------------------------------- | ---------------------------------------------------------------------------------------- |
| Godzina: 12:30 |            | (0:2, 0:0, 0:0) | 00:39 (EQ) R. Rooba 09:03 (EQ) V. Vasjonkin | Widzów: 160 Sędzia główny: Stian Halm Sędziowie liniowi: Ivan Nedeljković Tommy Niittyla |
| Godzina: 12:30 | 8 min. kar |                 | 2 min. kar                                  | Widzów: 160 Sędzia główny: Stian Halm Sędziowie liniowi: Ivan Nedeljković Tommy Niittyla |

| 23 kwietnia 2018 | Japonia | 4:3 | Chorwacja | Žalgiris Arena, Kowno |

| Szczegóły      | Szczegóły                                                                                  | Szczegóły       | Szczegóły                                                          | Szczegóły                                                                                      |
| -------------- | ------------------------------------------------------------------------------------------ | --------------- | ------------------------------------------------------------------ | ---------------------------------------------------------------------------------------------- |
| Godzina: 16:00 | R. Hashimoto (EQ) 15:17 M. Furuhashi (EQ) 36:19 H. Sato (EQ) 42:50 R. Hashimoto (EQ) 52:53 | (1:0, 1:3, 2:0) | 22:03 (PP) B. Rendulić 24:21 (EQ) B. Rendulić 27:13 (EQ) J. Jazbec | Widzów: 292 Sędzia główny: Miha Bulovec Sędziowie liniowi: Laurynas Steponavičius Roman Vyleta |
| Godzina: 16:00 | 10 min. kar                                                                                |                 | 6 min. kar                                                         | Widzów: 292 Sędzia główny: Miha Bulovec Sędziowie liniowi: Laurynas Steponavičius Roman Vyleta |

| 23 kwietnia 2018 | Litwa | 8:3 | Rumunia | Žalgiris Arena, Kowno |

| Szczegóły      | Szczegóły | Szczegóły       | Szczegóły                                                | Szczegóły                                                                         |
| -------------- | --- | --------------- | -------------------------------------------------------- | --------------------------------------------------------------------------------- |
| Godzina: 19:30 | E. Rybakovs (EQ) 02:38 P. Verenis (EQ) 03:47 E. Rybakovs (EQ) 10:55 D. Bogdziul (PP) 23:04 M. Kaleinikovas (EQ) 34:48 A. Bosas (EQ) 39:39 A. Bosas (PP) 42:53 U. Čižas (EQ) 46:42 | (3:1, 3:1, 2:1) | 16:04 (EQ) G. Bíró 28:03 (EQ) G. Bíró 48:52 (EQ) G. Bíró | Sędzia główny: Damien Bliek Sędziowie liniowi: Andreas Weise Kroyer Elias Seewald |
| Godzina: 19:30 | 35 min. kar |                 | 6 min. kar                                               | Sędzia główny: Damien Bliek Sędziowie liniowi: Andreas Weise Kroyer Elias Seewald |

| 25 kwietnia 2018 | Ukraina | 2:4 | Chorwacja | Žalgiris Arena, Kowno |

| Szczegóły      | Szczegóły                                   | Szczegóły       | Szczegóły                                                                                     | Szczegóły                                                                                            |
| -------------- | ------------------------------------------- | --------------- | --------------------------------------------------------------------------------------------- | --- |
| Godzina: 12:30 | K. Katrycz (PP) 46:56 D. Nimenko (EQ) 53:00 | (0:3, 0:0, 0:1) | 04:36 (PP) J. Janković 11:51 (SH) T. Zanoški 13:06 (EQ) D. Kanaet 59:58 (EQ)(EN) Domen Vedlin | Widzów: 221 Sędzia główny: Stian Halm Sędziowie liniowi: Laurynas Steponavičius Andreas Weise Kroyer |
| Godzina: 12:30 | 10 min. kar                                 |                 | 22 min. kar                                                                                   | Widzów: 221 Sędzia główny: Stian Halm Sędziowie liniowi: Laurynas Steponavičius Andreas Weise Kroyer |

| 25 kwietnia 2018 | Rumunia | 0:1 | Estonia | Žalgiris Arena, Kowno |

| Szczegóły      | Szczegóły  | Szczegóły       | Szczegóły             | Szczegóły                                                                             |
| -------------- | ---------- | --------------- | --------------------- | ------------------------------------------------------------------------------------- |
| Godzina: 16:00 |            | (0:0, 0:0, 0:1) | 59:07 (EQ) R. Embrich | Widzów: 452 Sędzia główny: Miha Bulović Sędziowie liniowi: Elias Seewald Roman Vyleta |
| Godzina: 16:00 | 6 min. kar |                 | 8 min. kar            | Widzów: 452 Sędzia główny: Miha Bulović Sędziowie liniowi: Elias Seewald Roman Vyleta |

| 25 kwietnia 2018 | Japonia | 1:6 | Litwa | Žalgiris Arena, Kowno |

| Szczegóły      | Szczegóły               | Szczegóły       | Szczegóły | Szczegóły                                                                                  |
| -------------- | ----------------------- | --------------- | --- | ------------------------------------------------------------------------------------------ |
| Godzina: 19:30 | R. Hashimoto (EQ) 40:41 | (0:2, 0:2, 1:2) | 02:30 (EQ) E. Rybakovs 03:03 (EQ) A. Bosas 26:04 (PP) A. Bosas 27:56 (EQ) P. Verenis 44:48 (EQ) D. Bogdziul 55:42 (PP) A. Bosas | Widzów: 7010 Sędzia główny: Liam Sewell Sędziowie liniowi: Ivan Nedejlković Tommi Niittyla |
| Godzina: 19:30 | 14 min. kar             |                 | 12 min. kar | Widzów: 7010 Sędzia główny: Liam Sewell Sędziowie liniowi: Ivan Nedejlković Tommi Niittyla |

| 27 kwietnia 2018 | Japonia | 3:2 pd. | Rumunia | Žalgiris Arena, Kowno |

| Szczegóły      | Szczegóły                                                         | Szczegóły                  | Szczegóły                                 | Szczegóły                                                                                               |
| -------------- | ----------------------------------------------------------------- | -------------------------- | ----------------------------------------- | --- |
| Godzina: 12:30 | K. Takagi (PP) 02:48 T. Echingo (EQ) 52:53 S. Nakajima (EQ) 62:29 | (1:1, 0:1, 1:0, dogr. 1:0) | C. Fodor (PP) 08:09 T. Reszegh (EQ) 21:01 | Widzów: 290 Sędzia główny: Damien Bliek Sędziowie liniowi: Andreas Weise Kroyer Laurynas Stepankevicius |
| Godzina: 12:30 | 14 min. kar                                                       |                            | 8 min. kar                                | Widzów: 290 Sędzia główny: Damien Bliek Sędziowie liniowi: Andreas Weise Kroyer Laurynas Stepankevicius |

| 27 kwietnia 2018 | Estonia | 5:1 | Chorwacja | Žalgiris Arena, Kowno |

| Szczegóły      | Szczegóły                                                                                                  | Szczegóły       | Szczegóły              | Szczegóły                                                                                           |
| -------------- | --- | --------------- | ---------------------- | --------------------------------------------------------------------------------------------------- |
| Godzina: 16:00 | R. Rooba (EQ) 04:01 R. Andrejev (SH) 19:49 R. Embrich (EQ) 28:23 R. Arrak (EQ) 53:49 R. Embrich (SH) 56:15 | (2:0, 1:1, 2:0) | 25:17 (EQ) B. Rendulić | Widzów: 1200 Sędzia główny: Liam Sewell Sędziowie liniowi: Laurynas Stepankevicius Ivan Nedeljković |
| Godzina: 16:00 | 10 min. kar                                                                                                |                 | 6 min. kar             | Widzów: 1200 Sędzia główny: Liam Sewell Sędziowie liniowi: Laurynas Stepankevicius Ivan Nedeljković |

| 27 kwietnia 2018 | Litwa | 5:4 pd. | Ukraina | Žalgiris Arena, Kowno |

| Szczegóły      | Szczegóły | Szczegóły            | Szczegóły                                                                                  | Szczegóły                                                                              |
| -------------- | --- | -------------------- | ------------------------------------------------------------------------------------------ | -------------------------------------------------------------------------------------- |
| Godzina: 19:30 | D. Bogdziul (EQ) 08:14 P. Gintantaus (PP) 28:48 P. Gintantaus (EQ) 45:39 U. Čižas (PP) 49:00 A. Bosas (EQ) 61:04 | (1:1, 1:1, 2:2, 1:0) | 11:54 (SH) W. Zacharow 22:01 (PP) N. Bucenko 55:20 (EQ) D. Petruchno 59:23 (EQ) D. Nymenko | Widzów: 7850 Sędzia główny: Miha Bulovec Sędziowie liniowi: Elias Seewald Roman Vyleta |
| Godzina: 19:30 | 8 min. kar |                      | 6 min. kar                                                                                 | Widzów: 7850 Sędzia główny: Miha Bulovec Sędziowie liniowi: Elias Seewald Roman Vyleta |

| 28 kwietnia 2018 | Chorwacja | 3:7 | Rumunia | Žalgiris Arena, Kowno |

| Szczegóły      | Szczegóły                                                    | Szczegóły       | Szczegóły | Szczegóły                                                                               |
| -------------- | ------------------------------------------------------------ | --------------- | --- | --------------------------------------------------------------------------------------- |
| Godzina: 12:30 | D. Vedlin (EQ) 37:21 D. Brine (EQ) 51:29 D. Brine (PP) 55:23 | (0:2, 1:2, 2:3) | 05:25 (EQ) Z. Molnár 11:31 (EQ) D. Tranca 27:39 (EQ) C. Fodor 33:07 (EQ) R. Gliga 42:21 (PP) G. Biro 43:36 (EQ) Z. Peter 52:41 (EQ) T. Részegh | Widzów: 920 Sędzia główny: Damien Bliek Sędziowie liniowi: Tommi Niittyla Elias Seewald |
| Godzina: 12:30 | 6 min. kar                                                   |                 | 18 min. kar | Widzów: 920 Sędzia główny: Damien Bliek Sędziowie liniowi: Tommi Niittyla Elias Seewald |

| 28 kwietnia 2018 | Ukraina | 1:7 | Japonia | Žalgiris Arena, Kowno |

| Szczegóły      | Szczegóły             | Szczegóły       | Szczegóły | Szczegóły                                                                                             |
| -------------- | --------------------- | --------------- | --- | --- |
| Godzina: 16:00 | A. Michnow (PP) 22:19 | (0:2, 1:2, 0:3) | 02:38 (EQ) Y. Nakayashiki 07:47 (PP) R. Hashimoto 27:05 (PP) R. Hashimoto 35:19 (EQ) T. Echigo 43:22 (EQ) G. Ito 45:28 (EQ) H. Sato 50:56 (EQ) K. Takagi | Widzów: 3420 Sędzia główny: Stian Halm Sędziowie liniowi: Laurynas Stepankevicius Karolis Janušauskas |
| Godzina: 16:00 | 12 min. kar           |                 | 12 min. kar | Widzów: 3420 Sędzia główny: Stian Halm Sędziowie liniowi: Laurynas Stepankevicius Karolis Janušauskas |

| 28 kwietnia 2018 | Litwa | 4:1 | Estonia | Žalgiris Arena, Kowno |

| Szczegóły      | Szczegóły                                                                                       | Szczegóły       | Szczegóły           | Szczegóły                                                                                 |
| -------------- | ----------------------------------------------------------------------------------------------- | --------------- | ------------------- | ----------------------------------------------------------------------------------------- |
| Godzina: 19:30 | N. Alisauskas (EQ) 07:38 J. Jasinevicius (EQ) 15:42 P. Verenis (EQ) 35:58 P. Verenis (EQ) 57:39 | (2:1, 1:0, 1:0) | 04:20 (EQ) R. Rooba | Widzów: 10170 Sędzia główny: Liam Sewell Sędziowie liniowi: Ivan Nedeljković Roman Vyleta |
| Godzina: 19:30 | 10 min. kar                                                                                     |                 | 12 min. kar         | Widzów: 10170 Sędzia główny: Liam Sewell Sędziowie liniowi: Ivan Nedeljković Roman Vyleta |

Tabela
| Lp. | Zespół    | M | Pkt | Z | Zd | Pd | P | G+ | G- | +/− |
| --- | --------- | - | --- | - | -- | -- | - | -- | -- | --- |
| 1   | Litwa     | 5 | 14  | 4 | 1  | 0  | 0 | 26 | 9  | +17 |
| 2   | Japonia   | 5 | 10  | 2 | 2  | 0  | 1 | 17 | 13 | +4  |
| 3   | Estonia   | 5 | 10  | 3 | 2  | 1  | 1 | 10 | 7  | +3  |
| 4   | Ukraina   | 5 | 4   | 1 | 0  | 1  | 3 | 10 | 18 | −8  |
| 5   | Rumunia   | 5 | 4   | 1 | 0  | 1  | 3 | 12 | 18 | −6  |
| 6   | Chorwacja | 5 | 3   | 1 | 0  | 0  | 4 | 11 | 21 | −10 |

    = awans do I dywizji grupy A     = utrzymanie w I dywizji grupy B     = spadek do II dywizji grupy A
Statystyki indywidualne
- Klasyfikacja strzelców:  Arnoldas Bosas: 6 goli[11]
- Klasyfikacja asystentów:  Dainius Zubrus: 6 asyst[12]
- Klasyfikacja kanadyjska:  Ryo Hashimoto: 8 punktów[13]
- Klasyfikacja kanadyjska obrońców:  Ryo Hashimoto: 8 punktów[14]
- Klasyfikacja +/−:  Makuru Furuhashi: +8[15]
- Klasyfikacja skuteczności interwencji bramkarzy:  Villem-Henrik Koitmaa: 97,10%[16]
- Klasyfikacja średniej goli straconych na mecz bramkarzy:  Villem-Henrik Koitmaa: 1,00
- Klasyfikacja minut kar:  Nerijus Alisauskas i Paulius Gintautas: 29 minut[17]

Nagrody indywidualne
Dyrektoriat turnieju wybrał trójkę najlepszych zawodników, po jednym na każdej pozycji:
- Bramkarz:  Villem-Henrik Koitmaa
- Obrońca:  Ryo Hashimoto
- Napastnik:  Arnoldas Bosas